# Nowe Marzy
Nowe Marzy (IPA : [ ˈnɔvɛ ˈmarzɨ ], r-z prononcé séparément,) est un village de Pologne, situé dans la voïvodie de Couïavie-Poméranie, dans le powiat de Świecie, dans la gmina de Dragacz. Dans les années 1975-1998 (pl), le village appartient administrativement à la voïvodie de Bydgoszcz. Selon le recensement national (mars 2011), il compte 129 habitants. C'est le plus petit village de la gmina de Dragacz.

## Description
Le ville est situé sur la route Gdańsk-Świecie, à 13,5 km (par la route) de Świecie et à 13 km de Grudziądz. Près du village se trouve un carrefour de l'autoroute A1 avec la route nationale n° 91 (pl) et la voie rapide S5. Dans le village, il y a une auberge avec un restaurant et un haras.

## Mennonites
Vers 1640, des mennonites s'installent dans le village. Leur tâche est de développer les territoires de la vallée de la Vistule, souvent inondées par le fleuve. Ils se sont installés sur ces terres selon la loi néerlandaise. Cela signifie qu'ils peuvent tirer des bénéfices du bail, mais sans droit de propriété sur le terrain et sans possibilité de l'acquérir par usurpation.